# چند صبح مخملی
چند صبح مخملی (انگلیسی: Some Velvet Morning) یک فیلم به کارگردانی نیل لابیت است که در سال ۲۰۱۳ منتشر شد. از بازیگران آن می‌توان به استنلی توچی اشاره کرد.